# Brassomyia beknazarovae
Brassomyia beknazarovae är en tvåvingeart som beskrevs av Mitroshina och Fedotova 1993. Brassomyia beknazarovae ingår i släktet Brassomyia och familjen gallmyggor.
Artens utbredningsområde är Turkmenistan. Inga underarter finns listade i Catalogue of Life.